# Lee Sung-min
 Lee Sung-min (kor. 이성민, ur. 1 stycznia 1986 w Goyang) – jeden z członków zespołu Super Junior i podzespołu Super Junior T. Jest również aktorem.
Sungmin ma młodszego brata Lee Sung-jina.